# دونالد موران
دونالد موران (بالإنجليزية: Donald Moran)‏ هو محامي وقاضي أمريكي، ولد في 1945 في كنتاكي في الولايات المتحدة.